# Juan Luis Redondo
Juan Luis Fernández Redondo (Camas, provincia de Sevilla, 17 de enero de 1977) es un exfutbolista y entrenador español. Jugaba de lateral derecho. Actualmente es 2.º entrenador del Sevilla Atlético.

## Trayectoria
Redondo comenzó a jugar al fútbol como profesional en el Betis B donde estuvo tres temporadas en las que en su última campaña alterno partidos con el primer equipo. En total, Redondo consiguió disputar 91 partidos con el Betis B consiguiendo además anotar 12 goles. En cambio, con el primer equipo solo llegó a jugar 2 partidos. 
En su siguiente temporada al contar con él en el Betis es cedido al Hércules CF donde logra ser indiscutible en el once inicial del equipo alicantino, terminando el año con un total de 34 partidos. Sin embargo en la temporada 98-99 tampoco cuentan con él en el Betis y vuelven a cederlo, esta vez al CD Logroñés. En su nuevo equipo no obtiene los minutos que jugó con el Hércules pero llega a la cifra de 24 partidos y 2 goles.
Ya en la temporada 99-00, Redondo se desvincula del conjunto sevillano y volviendo a la provincia de Alicante, pero esta vez para jugar en el Elche CF. En este nuevo equipo, Redondo permanece en sus filas un total de tres temporadas jugando 107 partidos, consolidándose en el equipo ilicitano.
Sus buenas temporadas en el Elche hacen que el Sevilla FC se fije en él y finalmente sea traspasado a sus filas. En el club sevillano, Redondo llagaría a quedarse otras tres temporadas aunque en este club no tiene la suerte de otros años y juega 59 partidos en esos tres años. Sin embargo, llegó a jugar la Copa de la UEFA.
En la temporada 05-06, el de Camas vuelve al Hércules CF por dos temporadas en las que disfruta de 51 partidos.
En el mercado invernal de la temporada 07-08, Redondo pasa a las filas del Xerez CD en donde rápidamente se hace dueño del lateral derecho jugando 17 partidos de liga y siendo hombre clave en la salvación del equipo. En cambio en su segundo año con el club jerezano no tiene suerte y tras un buen comienzo como titular del equipo, sufre una lesión de mediana duración en la que pierde la titularidad. Finalmente sólo puede llegar a disputar 10 partidos. En el verano de la temporada 09-10, Redondo y el club xerecista llegan a un acuerdo por el cual el defensa renueva por una temporada con opción a otra.
En verano de 2011 finaliza su contrato con el Xerez y se retiró.

## Clubes
| Club                 | País   | Temporada | Categoría        | Partidos | Goles |
| -------------------- | ------ | --------- | ---------------- | -------- | ----- |
| Betis B              | España | 1994-1995 | Segunda B        | 24       | 4     |
| Betis B              | España | 1995-1996 | Segunda B        | 35       | 5     |
| Betis B              | España | 1996-1997 | Segunda B        | 32       | 3     |
| Betis                | España | 1996-1997 | Primera División | 2        | 0     |
| Hércules CF (Cedido) | España | 1997-1998 | Segunda División | 34       | 1     |
| CD Logroñés (Cedido) | España | 1998-1999 | Segunda División | 24       | 2     |
| Elche CF             | España | 1999-2000 | Segunda División | 32       | 1     |
| Elche CF             | España | 2000-2001 | Segunda División | 36       | 0     |
| Elche CF             | España | 2001-2002 | Segunda División | 39       | 1     |
| Sevilla FC           | España | 2002-2003 | Primera División | 24       | 0     |
| Sevilla FC           | España | 2003-2004 | Primera División | 29       | 0     |
| Sevilla FC           | España | 2004-2005 | Primera División | 6        | 0     |
| Hércules CF          | España | 2005-2006 | Segunda División | 16       | 0     |
| Hércules CF          | España | 2006-2007 | Segunda División | 35       | 0     |
| Xerez CD             | España | 2007-2008 | Segunda División | 17       | 0     |
| Xerez CD             | España | 2008-2009 | Segunda División | 9        | 0     |
| Xerez CD             | España | 2009-2010 | Primera División | 13       | 0     |
| Xerez CD             | España | 2010-2011 | Segunda División | 33       | 0     |

## Palmarés
- Campeón de Segunda División de la temporada 2008-09 con el Xerez Club Deportivo.

- Datos: Q3497229
- Multimedia: Juan Luis Redondo / Q3497229